# بنی باند
بنی باند (انگلیسی: Benny Bond; ۳۰ اوت ۱۹۰۴ – مارس ۱۹۷۲ (۶۷ ساله)) بازیکن فوتبال اهل بریتانیا بود.
از باشگاه‌هایی که در آن بازی کرده‌است می‌توان به باشگاه فوتبال بیرمنگام سیتی اشاره کرد.